# Rune Welin

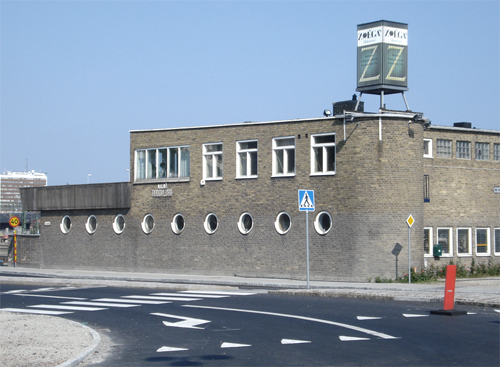
Malmö Roddklubbs båthus.

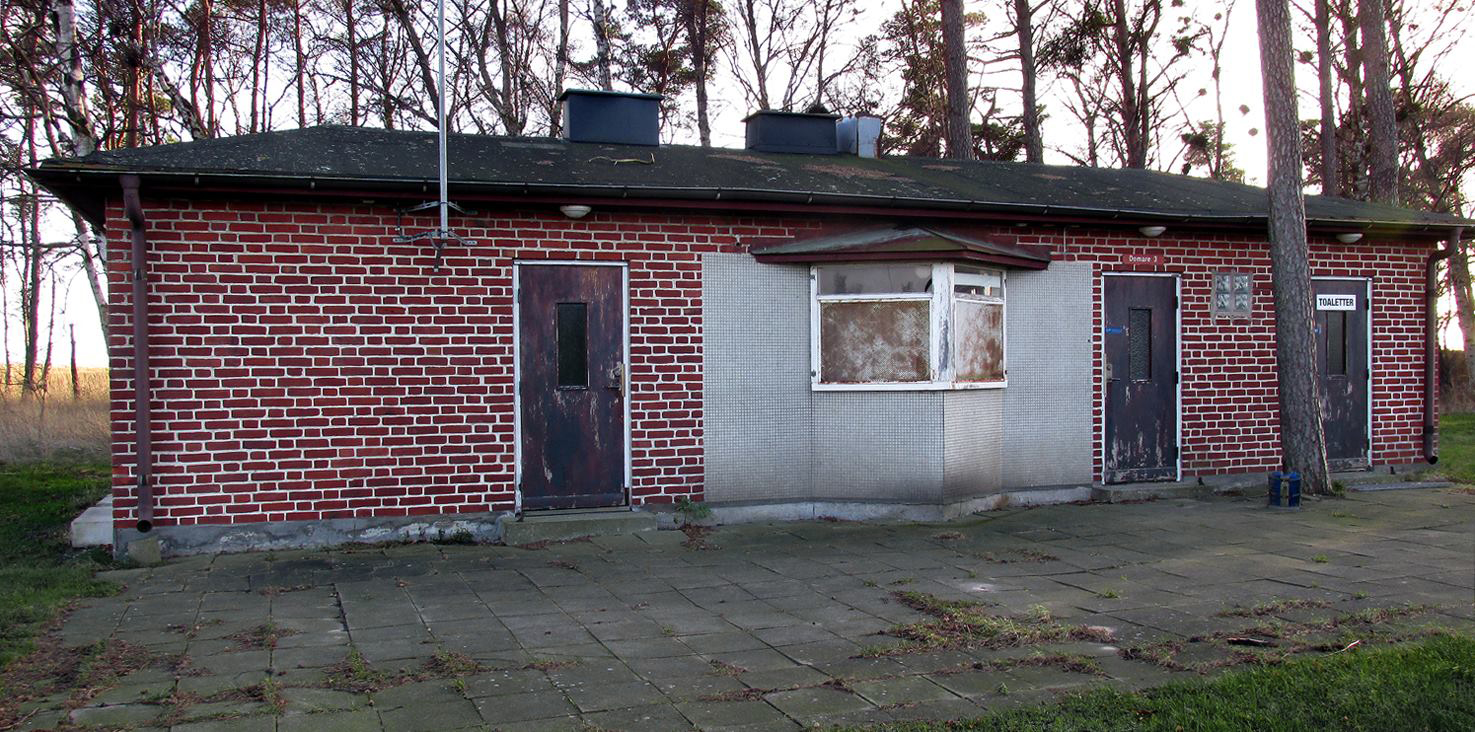
Byggnad för omklädning, kiosk och toalett, ritad av Rune Welin omkring 1955 för Ystads Idrottsplats.

Kjell Rune Hilding Welin, född 29 januari 1904 i Fyrunga församling, Skaraborgs län, död 22 juni 1991 i Ystad, var en svensk arkitekt.
Welin, som var son till distriktsveterinär Helgo Welin och Karin Jönsson, avlade studentexamen i Skara 1924 samt utexaminerades från Kungliga Tekniska högskolan 1928 och från Kungliga Konsthögskolan 1934. Han var anställd hos arkitekterna Uno Åhrén, Wolter Gahn, Sigurd Lewerentz och Gustaf Clason 1929–1936, stadsplanearkitekt på Malmö stadsingenjörskontor 1936–1944 och stadsarkitekt i Ystad från 1944-1971. Han var styrelseledamot i Svenska Arkitekters Riksförbund 1960–1962 och ordförande i Arkitektföreningen för Södra Sverige 1959–1960. 
Bland Welins utförda arbeten märks Maria församlingshus i Helsingborg, båthus för Malmö Roddklubb, sparbank för Ljunits och Herrestads härader i Ystad, ett flertal hyreshus i Malmö, bland annat det välkända funkishuset Beritsholm byggt 1937, jämte villor och sportstugor samt kommunala inrättningar i Ystad och restaureringar. Han var under de dryga 25 år han verkade som stadsarkitekt i staden stark engagerad i och bidrog till bevarandet av dess äldre bebyggelse, detta i en tid då många äldre stadskärnor sanerades. 
Han erhöll första pris vid tävling om församlingshus för Katarina församling i Stockholm och vid tävling om församlingshus för Maria församling i Helsingborg, andra pris vid tävling om rådhus i Halmstad och vid tävling om museum i Linköping och tredje pris vid tävling om konserthus i Göteborg. Han tilldelades bland annat Kungliga Vitterhets Historie och Antikvitets Akademiens Gustaf Adolfsmedalj, Ystads kommuns kulturpris (1970) och Samfundets för hembygdsvård plakett.